# IC 5263
IC 5263 је спирална галаксија у сазвјежђу Индијанац која се налази на листи објеката дубоког неба у Индекс каталогу.
Деклинација објекта је - 69° 3' 6" а ректасцензија 22h 58m 13,6s. Привидна величина (магнитуда) објекта IC 5263 износи 13,3 а фотографска магнитуда 14,2. IC 5263 је још познат и под ознакама ESO 76-32, IRAS 22548-6919, PGC 70137.